# 杭州东站
杭州东站位于中国浙江省杭州市上城区天城路，是上海局集团杭州直属站管辖的车站。经过铁路有沪昆铁路、沪昆客运专线、杭深铁路、宁杭客运专线，以及规划中的沪杭磁悬浮。车站始建于1992年，2010年改造重建，新站房于2013年7月1日开通启用，曾为亞洲最大的铁路车站之一。
杭州东站作为上海局集团杭州直属站管辖的车站，2019年发送旅客7195万人次，到达旅客7307万人次，其中暑运期间发送旅客1364万人次，首次超过上海虹桥站。2020年虽然受到2019冠状病毒病疫情影响，年发送旅客4650万人次，但车站成为上海局集团全年发送旅客最多的车站。

## 历史

### 老东站

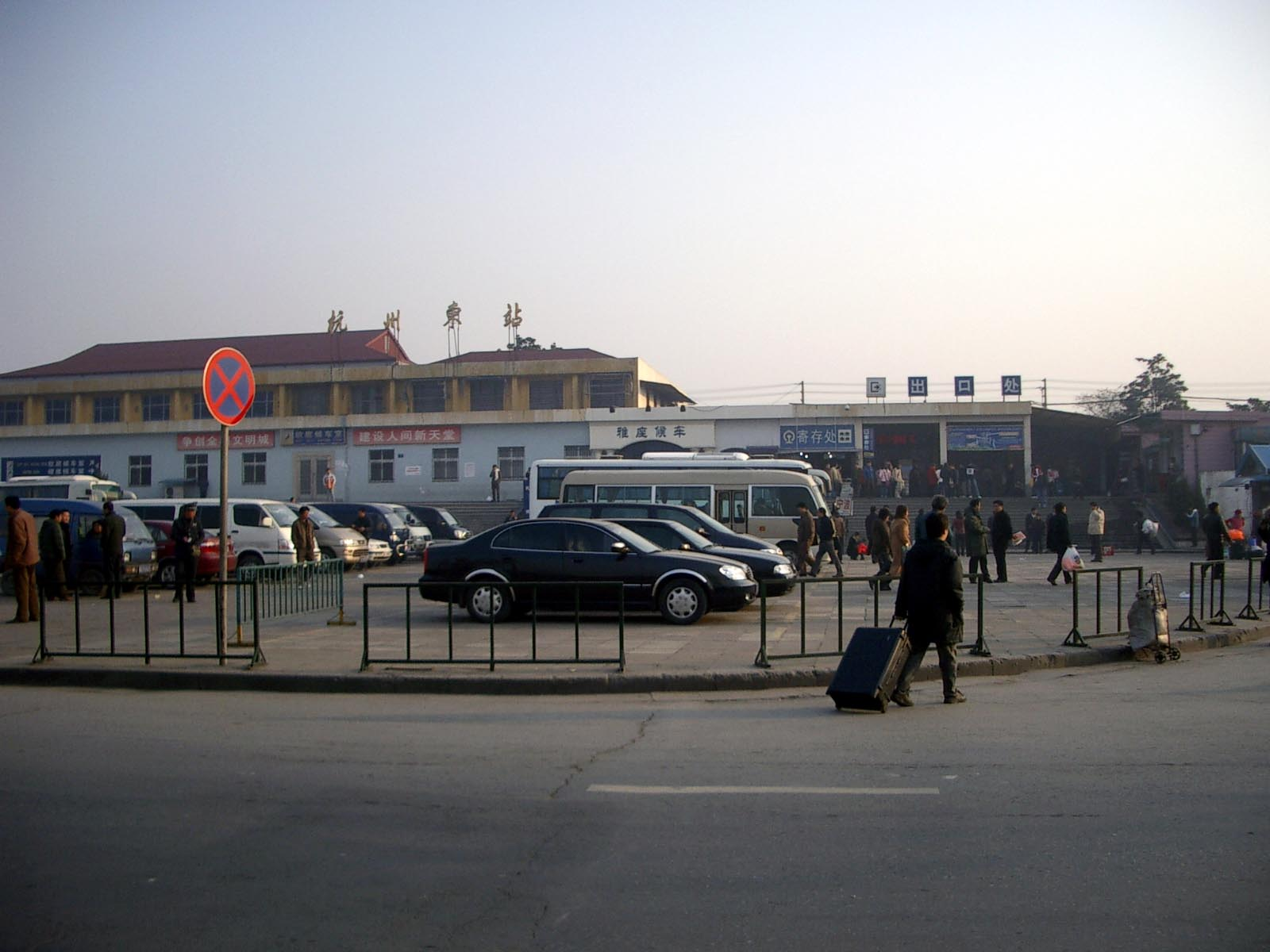
已拆除的杭州东站旧站房，站名由郭仲选题写

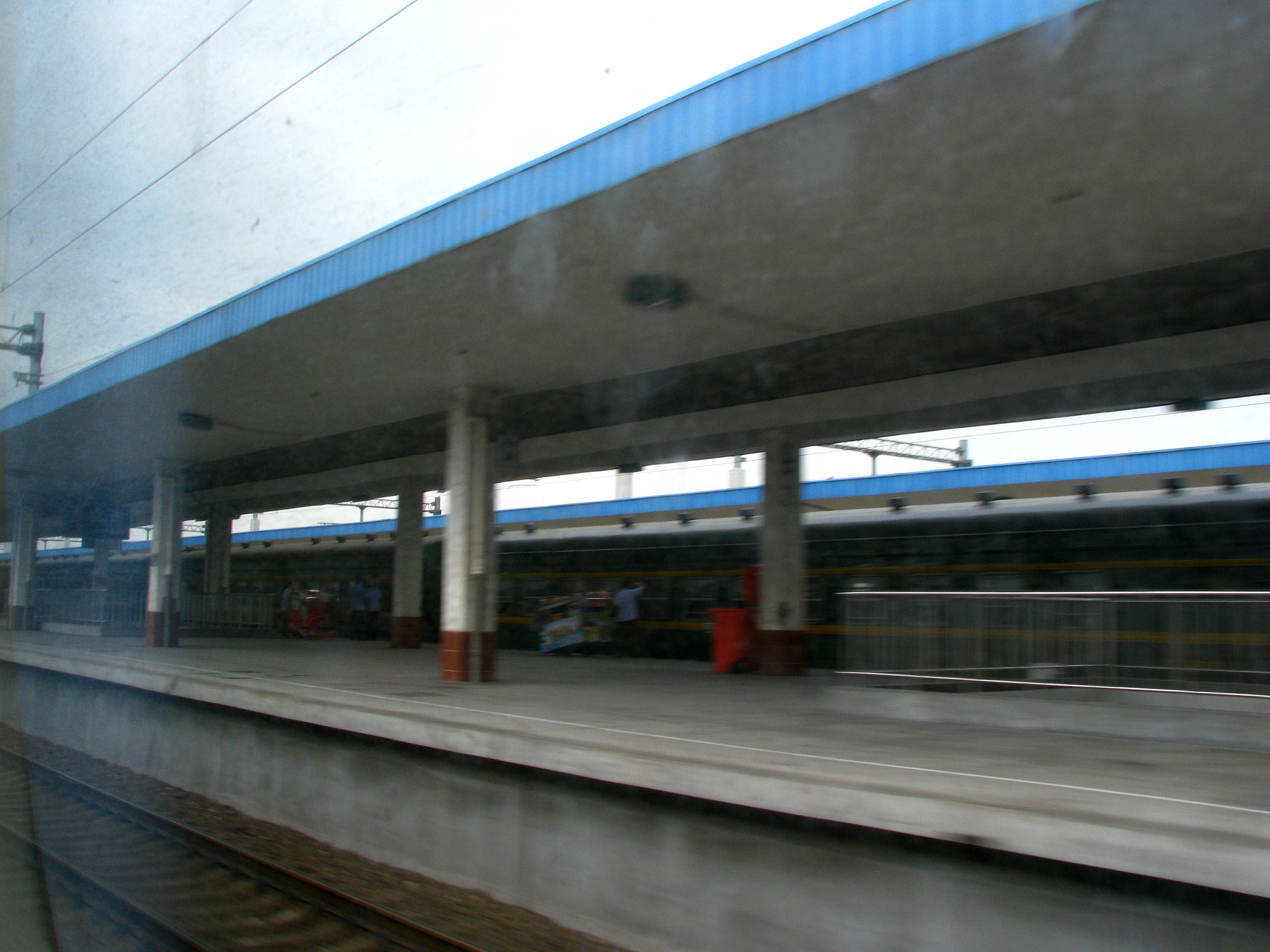
老杭州东站站台（2008年）

杭州东站作为铁道部“中取华东”重点工程之一的杭州枢纽的配套工程于1992年4月1日投入使用，为上海铁路局杭州铁路分局直属的客运二等站。车站开业之初设有长550米、宽12米的旅客站台3座和5条股道，面积550平方米的候车室1间、150平方米的软席候车室1间以及售票处、行包房等设施:300。
车站建成初期仅为过渡站，每日仅停靠4对列车。1996年车站及其经过的浙赣铁路上下行区间开始复线化工程，当年12月完成本站至盈宁站区间、次年3月完成至笕桥站区间，包括新建长1690米的杭州疏解特大桥。车站在复线化过程中新建1条外包正线、3条到发线、1座旅客站台、面积2906平方米的候车室1座和1507平方米的行李房一间。1997年1月，车站建制合并至杭州直属站，设到发线有9条，基本站台1座、中间站台3座，依旧为客运二等站。
1997年6月至1999年12月杭州站改造期间，杭州东站开始停靠原浙赣铁路、沪杭铁路和萧甬铁路的部分旅客列车。2002年，车站由二等站升为一等站。2005年浙赣线电气化改造后，每日停靠的列车增加到100趟。2007年第六次大提速前夕，车站将4、5站台改为高站台以适应动车组停靠。

### 重建站房

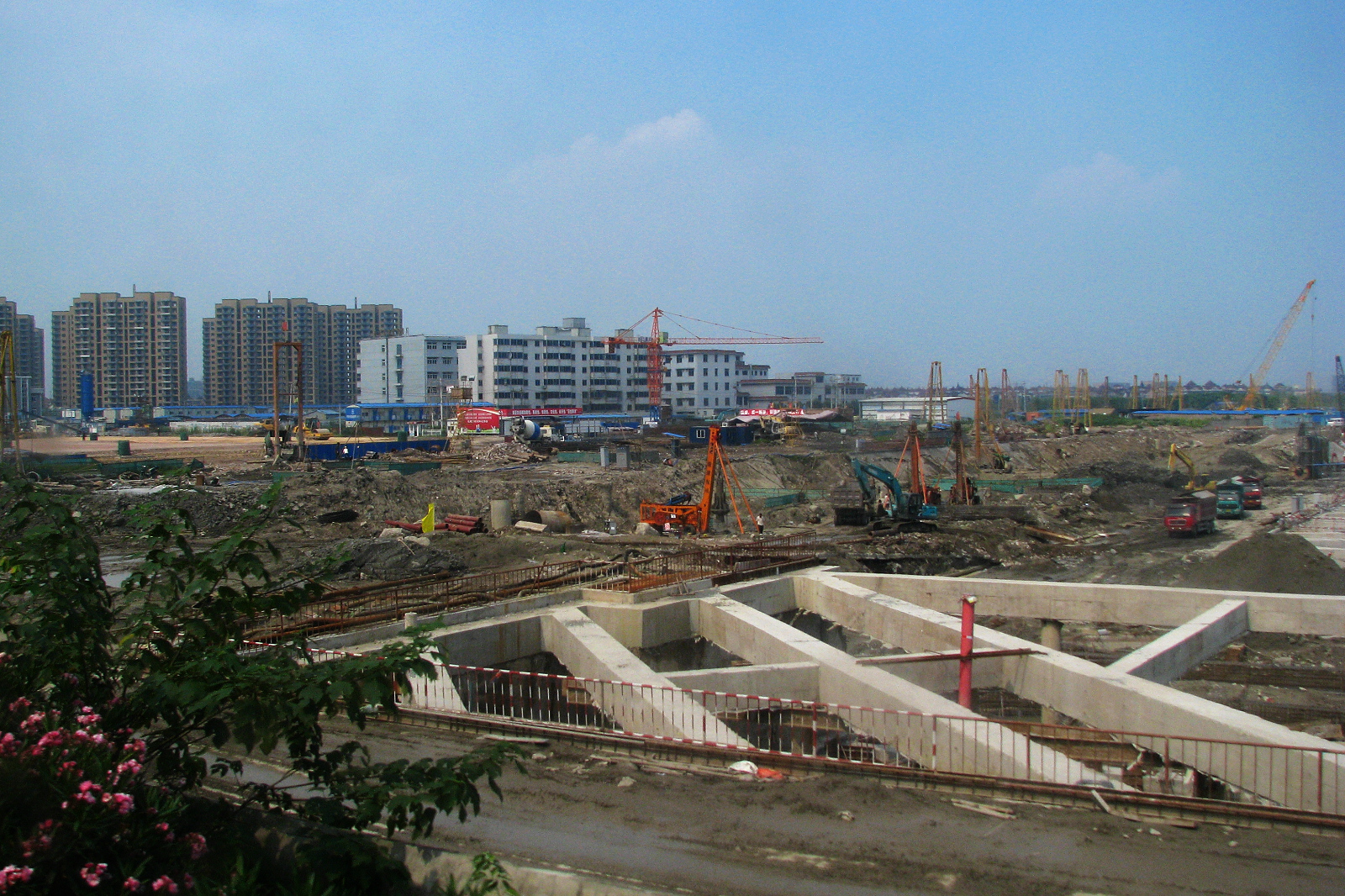
2010年8月，重建中的杭州东站

随着客流的日益增长，老杭州东站设施已不能跟上时代的发展。杭州东站于2002年被杭州市政府定为“最差形象建筑”之一。杭州东站改建工程始于2008年，于2013年结束，总投资约250亿元，总建筑面积（含配套设施）达113万平米。杭州南站则在新杭州东站启用后开始进入闭关改造阶段。
杭州东站改建计划最初来源于2005年一名杭州人大代表在市人大十届五次会议上提出的《关于将铁路迁出杭州市中心的建议》，建议将铁路运力集中至城东的乔司-杭州东-萧山通道。杭州市规划局在经过三个月的调研后采纳了该方案的意见。2006年6月22日杭州市政府召开的东部地区重大基础设施建设专题会议确定了杭州东站改造的规划。2007年1月10日杭州市通过了由AREP和浙江规划设计研究院联合体制定的杭州东站地区规划方案。
2008年3月26日至3月30日，新杭州东站建设方案开始公示和投票。新东站站房共有“钱江潮”、“西湖画舫”、“荷花”和“半开放式”四个方案，在投票期间市民可将投票意向邮寄或电邮至杭州铁路及东站枢纽建设指挥部。同年8月，铁道部和杭州市确定新杭州东站将采用中南设计院的“钱江潮”方案。
2008年12月27日杭州东站扩建工程奠基。改建工程由铁道部、浙江省、杭州市共同出资建设。2010年1月20日起该站正式停办客运业务，并在接下来的两年时间内进行原址重建。改建前最后一班在杭州东站到发的列车为2010年1月19日自上海南站始发开往南昌的K287次。原在杭州东站办理客运业务的列车已被分流至杭州站和杭州南站。
2010年6月1日，杭州东站铁路枢纽成功浇筑首孔铁路双线现浇箱梁。标志着杭州东站铁路枢纽线上工程高性能混凝土拌和供应生产大干正式拉开了序幕。
虽然车站在重建过程中不办理客运业务，但仍有沪昆铁路的客货列车通过。为方便施工，施工部门首先建设了沪昆铁路上行线改线特大桥，于2010年12月17日10时架通，并于12月21日拆除了德胜路公铁立交桥。同时于2011年3月31日和2011年4月16日对既有线路进行两次改线，形成车站目前的普速场。为保证普速铁路拨线工程顺利进行，施工单位新建高性能混凝土搅拌站一座，于2011年3月9日拨线前夕投产使用。
车站主体钢结构工程于2012年9月6日正式封顶，随后车站建设转入装修施工阶段。2013年3月20日，施工单位在新杭州东站站房挂起站名牌。
杭州东站于2013年6月30日上午8点正式对外售票并对社会开放，并于2013年7月1日起随宁杭客运专线和杭甬客运专线一起正式投入运营。
2014年1月1日，杭州东站西广场投入使用。

### 运营调整
为缓解了取票等候时间较长的问题，车站于2015年4月在出站层新增两个自助取票处。2016年8月，位于车站站房一层东侧的1F铁路售票处（东）启用，取代了1F铁路售票处（西）和B1层售票处的功能。
2020年7月杭州南站重新启用，分担了原杭州东站部分普速旅客列车的停靠办客业务，杭州东站不再24小时营业。
2020年12月21日20时至2020年12月30日24时杭州东站东进站口进行改造工程，期间该进站口将封闭。
为迎接杭州亚运会，杭州东站于2022年年初对车站进行设施改造。此次改造更新了站内引导系统、安检设施；改建了东西服务台，增设灯光墙、旅客会客点、重点旅客候车区、军人候车区、儿童游乐区、母婴候车室等设施；同时对站内商业区流线进行改进，拆除中央通道原有的6个商铺。

## 车站结构
杭州东站2009年列入浙江省重点工程，总用地面积40公顷（600亩），总建筑面积100万平米，其中地上35万平米，地下三层约65万平米。东站设有东、西两大广场，两广场占地488亩，建筑总面积81.3万平米；其中东广场占地185亩，地上建筑面积16万平米，地下建筑面积21万平米；西广场占地300亩，地上11万平米，地下33万平米。新东站开通时只启用了东广场，西广场主体部分于2014年1月1日投入使用，环站北路、新塘路、天城路三个下穿铁路隧道以及西广场公交枢纽也同步开通。

### 站房
杭州东站的站房设计以“钱江潮”的建筑形式为主题。候车厅及进站广厅纵深400多米，宽度有60米，除了立柱，完全没有遮拦。杭州东站采用的是无柱雨棚设计，整个站场规模相比老东站足足扩大了好几倍。
杭州东站站房悬挂的站名为中国古代书法家赵孟頫的集字。　
杭州东站站房共有上下5层。屋顶通过均匀分布的采光天窗提供均匀柔和的自然光线。整个主站房共装点了13275盏灯，其中在候车大厅，天花板上的灯就有5400多盏。空调送风与回风系统隐蔽在结构体系之中，不设单独风塔。

#### 出发层
杭州东站采取上进下出的模式，候车室位于高架二层。出发层被进站高架匝道包围，东西南北四面均设有进站口。从地面则可由通过手扶电梯到达。候车大厅共有28个检票口以南北各半分布，共服务28个站台（15个站台面），每个检票口供两个站台使用。目前杭州东站支持站内换乘。
候车室的东西侧设有两个夹层，内设有办公室和洗手间，夹层上方是商业区域。
高架候车层东北、西北和西南处原先分别设有2F铁路售票处（北1）、2F铁路售票处（北2）和2F铁路售票处（南）3个售票厅，共计有12个人工售票窗口和51台自动售票机。2016年8月起不再办理人工售票业务。2022年在北进站口附近增设重点旅客候车区、军人候车区、儿童游乐区和母婴候车室，总面积252平方米。
杭州东站地面一层与站台齐平，东西两侧为换乘大厅。原一层西侧于2013年年底西广场投用后设有1F铁路售票处（西），设有4个人工窗口和8台自助售票机。2016年8月位于一层东侧的1F铁路售票处（东）启用，设有25个人工窗和28台自助售（取）票机，综合办理非二代居民身份证售取票、退票、改签、挂失补办、重点旅客服务、公安制证等售票业务，同时原1F铁路售票处（西）人工窗口关闭，仅保留自动售票业务。
- 候车大厅体现了钱江潮的意象
- 候车大厅
- 候车大厅上层
- 候车大厅斜柱

#### 到达层
地下一层即为出站层，乘客到达目的地后从站台通道便可下到出站层。付费区和公共区域间通过玻璃幕墙装饰，出站乘客经过出站闸机后即可进入公共区域。这一层预留了出租车候客区，在出站大厅南北两侧的位置，另外在东广场方向设立公交车换乘点，乘客不出站就能够换乘公交车或出租车，实现零换乘。此外，杭州地铁也在到达层设置了火车东站站的出入口。
到达层东北处、西南处设有B1铁路售票处（东）、B1铁路售票处（西）两个售票处，曾设17台自助售票机和数个人工窗口，但由于取票的人较多，经常会排长队。因此为了方便旅客取票，车站于2015年4月在出站层新增两个自助取票处，共安装20台自动取票机。这两个自助取票处分别位于出站层的东西两侧，东面新增加13台取票机，西面增加7台取票机。2016年8月位于B1层的售票处停办人工售票业务。
到达层东西两侧各设交通换乘中心，可根据指示牌换乘不同交通工具。

### 站场
杭州东站设15台30线，设有三个车场，不同的站场接入不同的线路。三个站场分别为分为普速场、沪昆场、宁杭甬场，其中普速场含两条通过正线；其中正线2条，到发线28条，站台包括13个岛式站台和2个侧式站台。此外，预留磁悬浮3台4线，站房建筑面积达到15.6万平方米，无站台柱雨棚面积7.4万平方米，为全国特大铁路客运枢纽站之一。本站办理宁杭客运专线、杭甬客运专线、沪昆高速铁路列车到发，并设有杭州地铁1号线、4号线、6号线和杭州地铁19号线的换乘站——火车东站站。
宁杭甬场
杭州东站1-13道为宁杭甬场，设7台13线，站台编号为1至13。上行接入宁杭高铁和艮山门杭州动车运用所出库线，下行接入杭深线，正线为Ⅶ、Ⅷ道。供宁杭高铁方向列车使用。其中5、6道和9、10道间设有吸污设施；12-13道无法开行上行始发列车。
以前，由于杭州南站站场改造，由宁杭甬场南下的列车在杭州东站至杭州南站区间借用杭长高铁运行，通过杭州南站后，再转入杭甬高铁。每日有将近150对车使用该区间，在经过上海铁路局对杭州南站施工方的多次催促后，2016年1月10日起，启用杭州东至杭州南三四线，有近50对车已经改由改线进入宁杭甬场，提高了运力。
沪昆场
沪昆场设6台12线，站台编号为14至25，供沪昆高速铁路之列车使用。上行接入沪昆高速铁路和艮山门动车所出库线，下行接入沪昆高铁杭长段，正线为ⅩⅨ、ⅩⅩ道，17、18道和21、22道间设有吸污设施；14-16道无法开行下行始发列车，23-25道无法开行上行始发列车。
普速场
接入沪昆铁路，设有2台5线，站台编号为26、27、28。沪昆铁路正线设在27、28站台股道中间，供通过列车使用。

## 旅客列车目的地

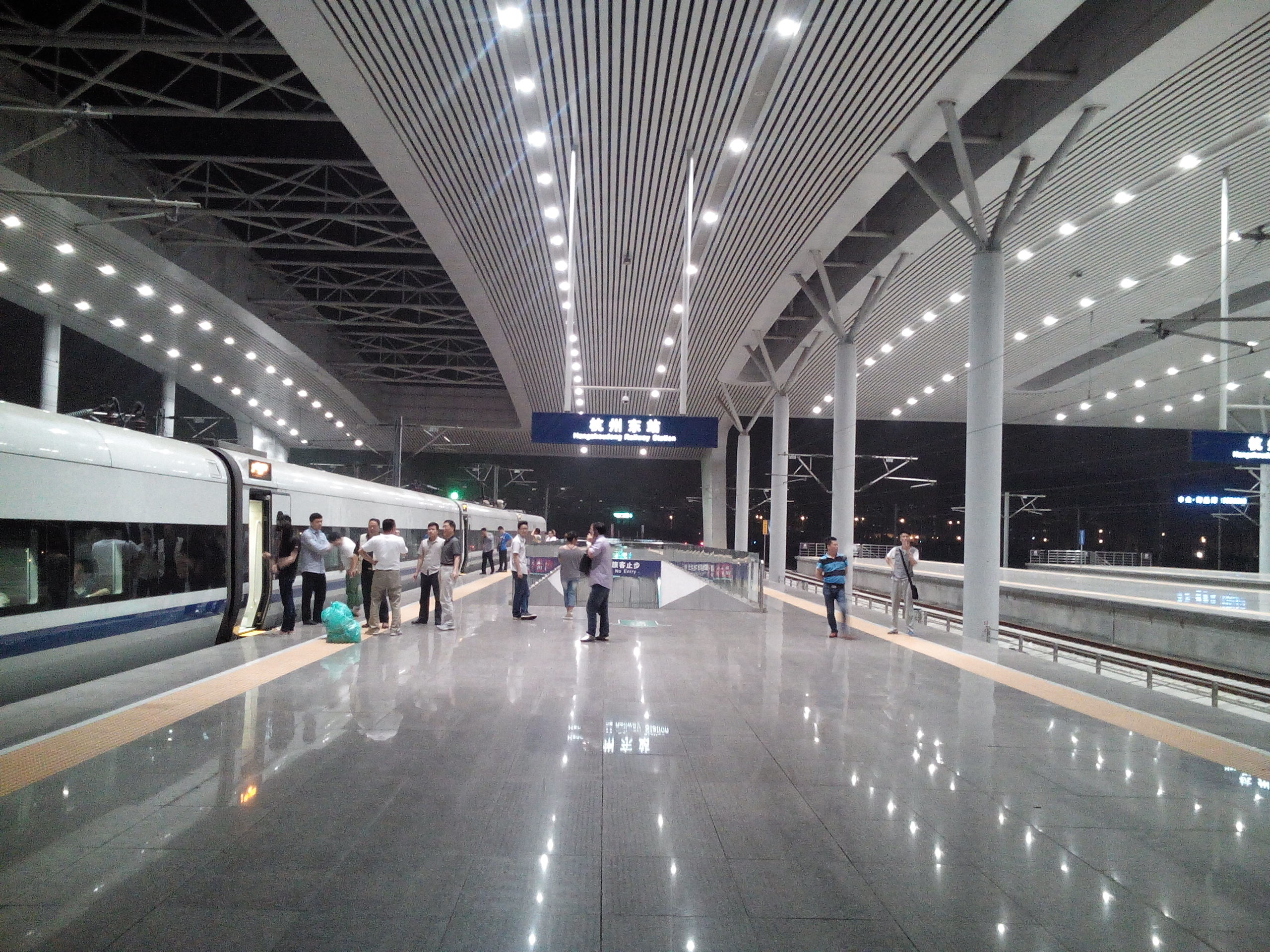
CRH1擔當的D98次列车停靠（2014年）

### 动车组列车目的地
所有途经沪昆高铁、宁杭高铁、杭甬高铁的动车组列车均需要在杭州东站停车并更换司机。目前杭州东站每日停靠动车组超过500趟。
杭州东站东北侧设有杭州房建公寓段杭州东行车公寓，现有乘务员房间97间，主要接待杭州东站始发终到动车组的旅客乘务人员及经停动车组的司机乘务人员。
目前在杭州东站停靠动车组列车终到站分布如下：
| 列车所属路局 | 目的地 |
| ------------ | --- |
| 北京局集团   | 北京南、福州、宁波、千岛湖、绍兴北、石家庄、天津西 |
| 成都局集团   | 毕节、成都东、重庆北、重庆西、南京南、宁海、上海虹桥 |
| 广州局集团   | 长沙南、广州南、怀化南、南京南、南通、宁波、上海虹桥、深圳北、宣城、香港西九龙（僅適用於G899/900次高速動臥） |
| 济南局集团   | 北京南、黄山北、济南东、济南西、南昌西、温州南、烟台 |
| 昆明局集团   | 嘉兴南、昆明南、上海虹桥、芜湖、玉溪 |
| 兰州局集团   | 兰州西、银川 |
| 南昌局集团   | 常州北、福州、福州南、赣州、赣州西、景德镇北、九江、龙岩、南昌、南昌西、南京南、南平市、宁波、莆田、上海虹桥、厦门、厦门北 |
| 南宁局集团   | 南京南、南宁东、上海虹桥 |
| 上海局集团   | 安庆、北京南、蚌埠南、亳州南、苍南、长沙南、常州、成都东、重庆北、重庆西、奉化、阜阳西、福州、福州南、赣州、赣州西、广州南（含非每日开动卧）、贵阳北、杭州南、合肥南、淮安东、淮北、怀化南、淮南南、黄山北、合肥、合肥南、江山、焦作、金华南、金寨、九江、昆明南、丽水、连云港、龙岩、六安、南京、南京南、南宁东、南通（非每日开动卧）、宁波、宁海、平阳、启东、千岛湖、衢州、三门县、三明、上海、上海虹桥（含非每日开动卧）、邵阳、深圳北（含非每日开动卧）、石家庄、太原南、台州、武汉、芜湖、温州南、厦门北、徐州东、扬州、宜宾西、乐清、张家港、漳州、郑州东、珠海（非每日开动卧）、诸暨 |
| 沈阳局集团   | 苍南、宁波、沈阳北 |
| 太原局集团   | 宁波、太原南 |
| 武汉局集团   | 汉口、宁波、宜昌东、武汉 |
| 西安局集团   | 黄山北、西安北、温州南、义乌 |
| 郑州局集团   | 黄山北、宁波、温州南、新乡东、郑州东 |

### 普通旅客列车目的地
2020年7月1日调图后，杭州东站停靠沪昆线上的部分普通旅客列车，原先停靠的大部分列车分流至杭州南站停靠。目前在杭州东站的停靠普速列车同时亦会停靠杭州南站，分布如下：
| 列车所属路局 | 目的地                        |
| ------------ | ----------------------------- |
| 上海局集团   | 始发：义乌 上海南、衢州、开化 |

## 接驳交通

### 地铁

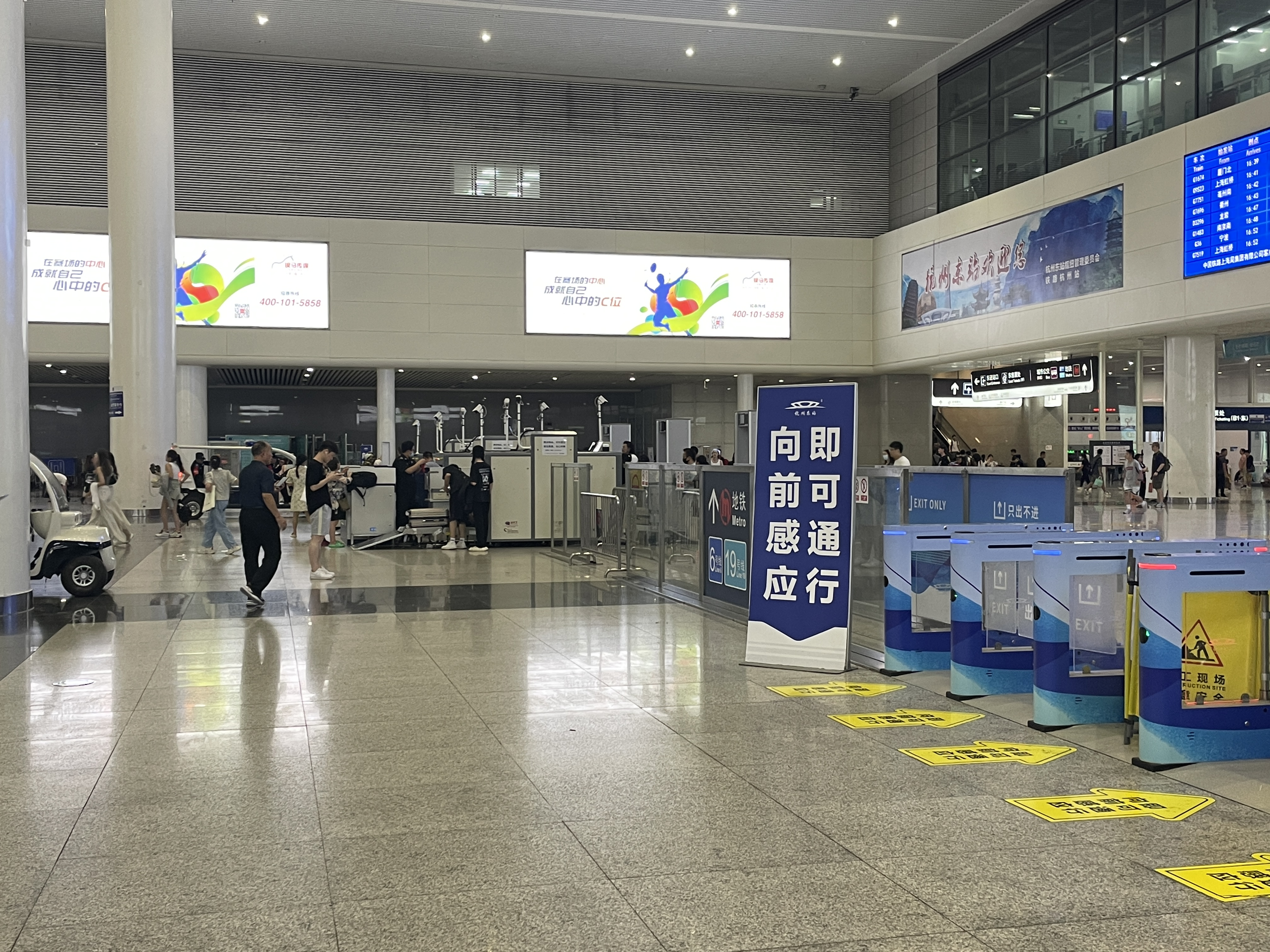
杭州东站到达层和地铁火车东站站的联合安检区

1号线、4号线横向穿越东站地区，建有火车东站站。2013年6月30日随新杭州东站开通运营的前一日启用，站厅位于B2层，其设有A、B、C、D、E共计7个地铁出入口以和车站各处相通；在该站乘车可前往杭州地铁的所有车站。
2019年10月1日起，国铁杭州东站与地铁杭州东站实行安检互认制度。原本设置在地铁杭州东站内的安检口迁移至国铁杭州东站负一层到达大厅的两侧，铁路旅客出站进入到达大厅后，可直接就近选择地铁站口进站乘车，无需再通过地铁安检。
2021年11月6日开通的杭州地铁6号线, 杭州地铁19号线在杭州东站东广场设有火车东站（东广场）站，与既有地铁车站独立计费。。

### 公交
杭州东站区域内共设2个公交枢纽站、3个公交首末站、1个旅游集散中心和1个中短途公路客运站；
| 站点名称   | 公交线路 |
| ---------- | --- |
| 火车东站西 | 9（化仙桥南——火车东站西） 20（杭州陶瓷品市场——火车东站西） 28（植物园——火车东站西） 31（地铁吴山广场站C口——火车东站西） 33（拱北小区——火车东站西） 43（蒋村公交中心站——火车东站西） 48（花园岗公交站——火车东站西） 179（东岳——火车东站西） 283（滨盛公交站——火车东站西） 8028（浙大玉泉校区——火车东站西）（夜间线） 8179（皇朝花园（五联村）——火车东站西）（夜间线） 城站火车站至火车东站专线（城站火车站（地铁A3口）——火车东站西）（夜间线） 富阳至火车东站西专线（富阳公交站——火车东站西） |
| 火车东站东 | 93（浙大紫金港校区——火车东站东） 108（一公园——火车东站东） 123（火车南站东广场——火车东站东） 205（长睦华天苑——火车东站东） 247（瓜山北苑——火车东站东） 335（龙居寺南——火车东站东） 391（荷花路公交站——火车东站东） 1713M（三格地——火车东站东） |

### 城市航站楼

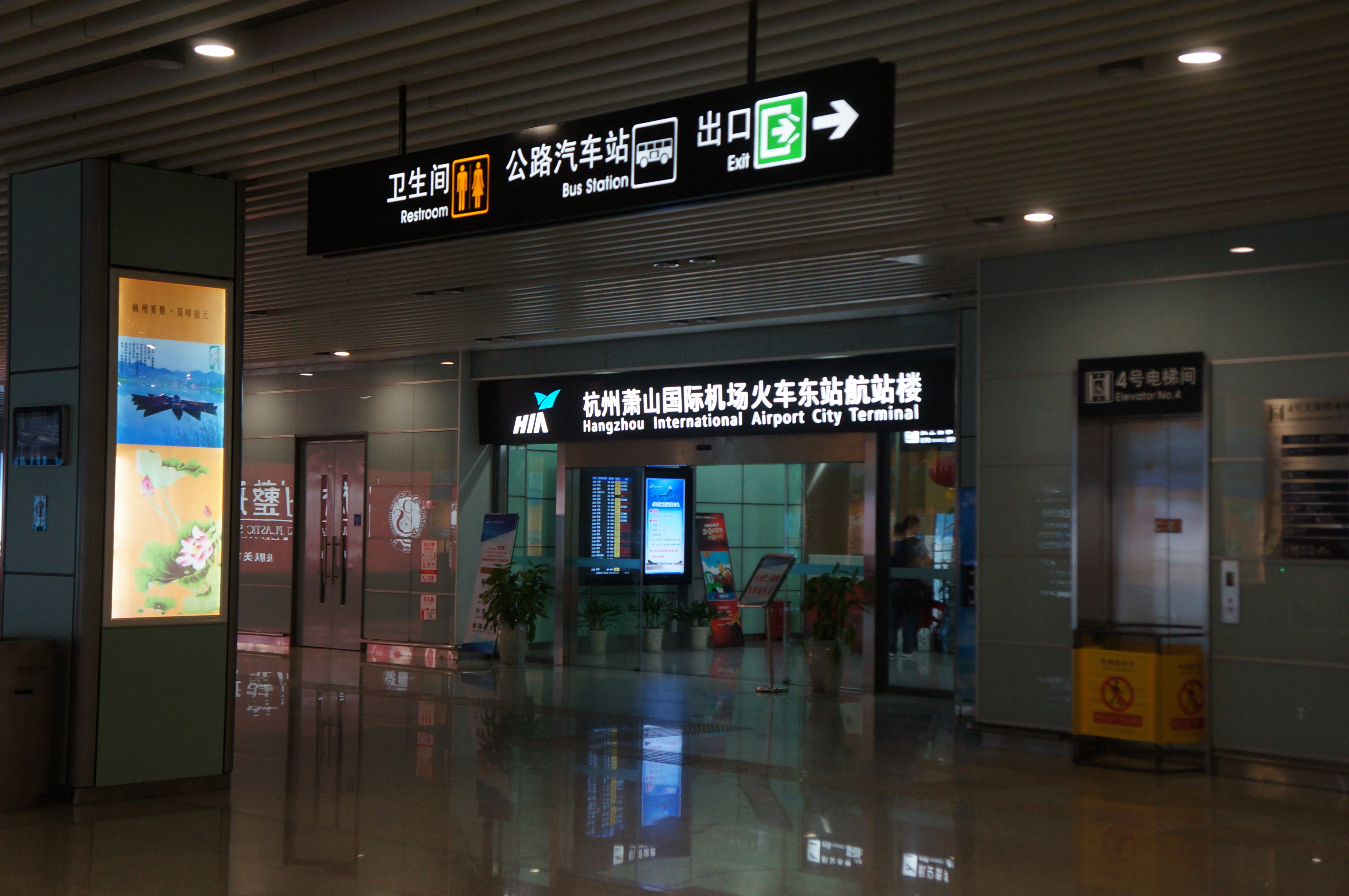
位于杭州东站东下沉广场的萧山机场城市航站楼

杭州东站枢纽区域内设有萧山国际机场第一个落地的城市航站楼，相当于机场航站楼在市区的延伸。由钱江新城管委会和萧山国际机场联合筹备，于2014年7月投入使用；杭州机场公司将在东站大巴发车区租用约400多平米的办公区域，并设值机柜台、航班信息显示屏等。由于连接杭州东站与萧山国际机场的19号线开通，其使用人数进一步减少。航站楼已于2023年9月1日关闭，杭州东站至萧山机场大巴班线同时停运，仅保留特殊时期启用的条件。

### 長途汽車
杭州长运公路汽车站位于杭州东站东广场，已于2014年1月15日正式启用，有開往新安江、桐庐、千島湖、烏鎮、普陀等方向的客運班車，實現國鐵與長途客運無縫轉乘。

## 周边
杭州东站枢纽周边地区的管理，由上城区人民政府下辖的杭州东站枢纽管理委员会承担。该委员会负责杭州东站枢纽区域的交通协调管理、应急保障和商务功能开发等工作。
东站枢纽管委会logo于2012年7月开始征集，2013年3月确定“五线一枢纽”、“建筑外观”、“水墨意境”3个方案并向市民征集意见。2014年方案二“建筑外观方案”获得最多投票，称为枢纽管委会的logo。
新东站地区将拥有完善的生活配套设施:
- 水上公交：位于车站附近的京杭运河两侧设置3处水上巴士码头；
- 教育设施：区域内将共配置中学6所、小学10所、9年一贯制学校1所、幼儿园18所；
- 医疗设施：区域内将建设1座有500个床位的三级甲等医院；同时分别在铁路东西两侧各设1处社区卫生服务中心；并根据居住社区分布，在每个社区居委会内设置卫生（计生）服务站。

## 统计
| 年份 | 发送旅客量 （万人次） | 到达旅客量 （万人次） | 来源        |
| ---- | --------------------- | --------------------- | ----------- |
| 2023 | 7128.76               | 7182.71               | [ 年鉴 3 ]  |
| 2022 | 3566.32               | 3531.01               | [ 年鉴 4 ]  |
| 2021 | 5310.13               | 5350.72               | [ 年鉴 5 ]  |
| 2020 | 4691.85               | 5350.72               | [ 年鉴 6 ]  |
| 2019 | 7195.10               | 7307.90               | [ 年鉴 2 ]  |
| 2018 | 6272.10               | 6366.00               | [ 年鉴 7 ]  |
| 2017 | 5685.50               | 5743.00               | [ 年鉴 8 ]  |
| 2016 | 4931.10               | 4953.50               | [ 年鉴 9 ]  |
| 2015 | 3976.89               | 4007.78               | [ 年鉴 10 ] |
| 2014 | 2868.40               | 2826.50               | [ 年鉴 11 ] |
| 2013 | 1157.28               | 1150.73               | [ 年鉴 12 ] |

| 年份 | 发送旅客量 （万人次） | 到达旅客量 （万人次） | 来源        |
| ---- | --------------------- | --------------------- | ----------- |
| 2009 | 631.1                 | 845.7                 | [ 年鉴 13 ] |
| 2008 | 581.8                 | 792.6                 | [ 年鉴 14 ] |
| 2007 | 540.8                 | 1530.8                | [ 年鉴 15 ] |
| 2006 | 490.8                 | 788.1                 | [ 年鉴 16 ] |
| 2005 | 392.4                 | 515.3                 | [ 年鉴 17 ] |
| 2004 | 333.59                | 614.80                | [ 年鉴 18 ] |
| 2003 | 248.42                | 496.87                | [ 年鉴 19 ] |
| 2002 | 229.67                | 492.12                | [ 年鉴 20 ] |
| 2001 | 202.88                | 不適用                | [ 年鉴 21 ] |
| 2000 | 334.58                | 不適用                | [ 年鉴 22 ] |

| 年份 | 发送旅客量 （万人次） | 来源           |
| ---- | --------------------- | -------------- |
| 1999 | 1022.29               | [ 年鉴 23 ]    |
| 1998 | 973.35                | [ 年鉴 24 ]    |
| 1997 | ？？                  | 含城站910.27万 |
| 1996 | 131.50                | [ 年鉴 26 ]    |
| 1995 | 136.49                | [ 年鉴 27 ]    |
| 1994 | 121.74                | [ 年鉴 28 ]    |
| 1993 | 71.44                 | [ 年鉴 29 ]    |
| 1992 | ？？                  | 含城站921.23万 |

## 争议

### 站台沉降

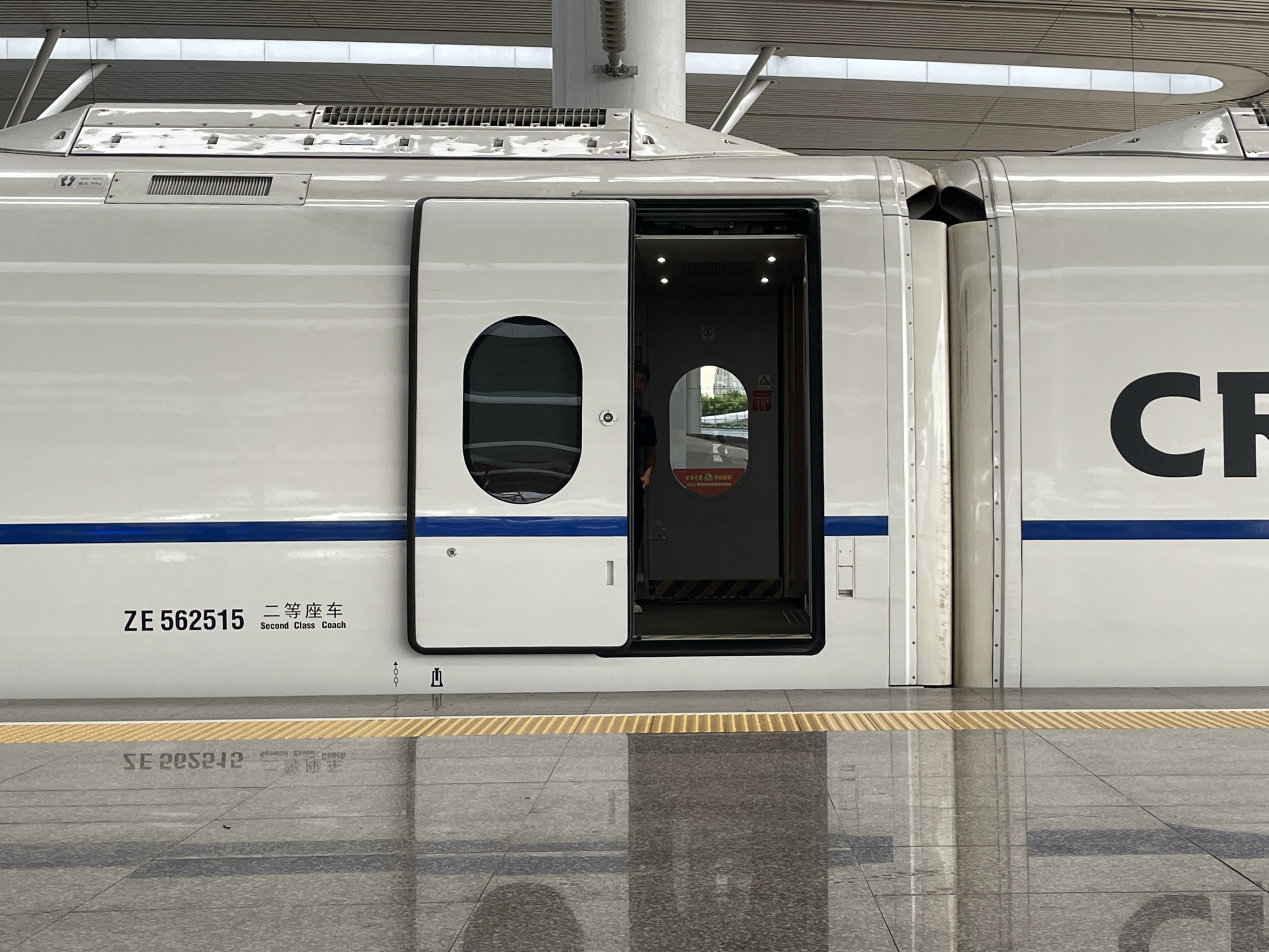
站台与车厢底部的高度差

杭州东站重建数年后，其站台出现沉降，导致站台与列车车厢底部出现高度差，靠近站台两端的位置更为明显。此问题严重影响乘客上下车，有网民担心存在安全隐患。上海局集团有限公司杭州房建公寓段此前曾多次发布和车站沉降有关的招标：2018年3月发布“杭州东站站台及广场地坪下沉整治工程”招标；2021年10月发布“杭州东站东北角沉降整治工程”招标，进行地基处理、给排水管路更换、段供水管路迁改等；2023年12月发布“杭州东站站台及立柱沉降观测项目”招标。
2024年7月，杭州东站向媒体承认存在沉降问题，回复称已交专业部门察看。2024年8月，杭州房建公寓段发布了杭州东站站台沉降整治工程招标公告，9月公布中标候选人名单；同时杭州工务段发布杭州东站线路沉降整治工程招标公告。2024年10月8日，杭州东站的站台沉降整治工程开工。工程通过采取分批修复的方案，在不影响杭州东站正常使用的情况下，抬高沉降的站台。工程预计于2025年1月结束。

## 备注
1. ↑  根据车站发售车票票面左下角代码前五位
2. ↑  《上海年鉴》称杭州东站普速场为一等站。部分来源称杭州东站为特等站[5]